# إيسورا غوميز
إيسورا غوميز (بالبرتغالي: Isaura Gomes) (ولدت 22 فبراير/شباط 1944) سياسية وصيدلانية من جمهورية الرأس الأخضر. تخرّجت من المدرسة الثانوية الأولى على صفها، لكنها لم تحصل على منحة دراسية للذهاب إلى إحدى الجامعات في البرتغال، لأن المنحة ذهبت إلى ابن مواطن برتغالي على الرغم من أنه حصل على درجات أقل من التي حصلت عليها. ومع ذلك في العام التالي ساعدها طبيب الأسنان الوحيد في الرأس الأخضر في الحصول على منحة دراسية كاملة لدراسة الصيدلة في جامعة قلمرية، حيث حصلت أيضًا على منح دراسية كطالبة ذات رتبة عالية، بالإضافة إلى تدريب زملائها في الفصل. عملت بعد تخرجها في عام 1967 في البرتغال لفترةٍ قصيرة قبل أن تعود إلى الرأس الأخضر في عام 1970.

## العمل
بعد عودتها إلى جمهورية الرأس الأخضر، قادت الأنشطة السرية للحزب الأفريقي من أجل استقلال الرأس الأخضر في ساو فيسنتي؛ حتى استقلت الرأس الأخضر في عام 1975. وكانت النائبة الأولى والوحيدة في الحزب منذ عام 1975 وحتى 1981، وساهمت في النهوض بحقوق المرأة داخل الحزب. كما ساعدت أيضًا في تأسيس المنظمة الوطنية للمرأة في الرأس الأخضر، وكان لها دورًا فعالًا في إصدار قوانين وطنية تقنن الإجهاض. غادرت الحزب في عام 1981 بسبب نقص الدعم لنظام التعددية الحزبية في الرأس الأخضر الذي أرادته. كان لها دورًا مهمًا خلال الثمانينات في تطوير النظام الطبي في الرأس الأخضر، حيث عملت كمدير وطني للصيدليات وتدريب فنيي المختبرات والصيدليات. وكان لها أيضًا دور مهم منتصف ثمانينات القرن الماضي في المساعدة على الحصول على اعتراف دولي بمطربة الرأس الأخضر سزاريا ايفورا التي كانت صديقتها. فتحت مختبرها السريري وصيدليتها في عام 1989. وشغلت منصب رئيسة جمعية المبادرات النساء في الرأس الأخضر بين عامي 1997 و2003، وفي عام 2001 أصبحت رئيسة اتحاد رابطات الرأس الأخضر لتشجيع النساء. كما أصبحت رئيسة بلدية ساو فيسنتي في عام 2004، ما جعلها أول رئيسة بلدية في الرأس الأخضر. وسبق لها أن ترشحت لمنصب عمدة ساو فيسنتي وخسرت في عام 2000. انضمت في عام 2005 إلى حركة الديمقراطية، وفي عام 2008 أُعِيدَ انتخابها كعمدة. استقالت من منصب العمدة في عام 2011، موضحةً أن استقالتها كانت لأسباب صحية.